# Heliodoxa rubinoides
Heliodoxa rubinoides là một loài chim trong họ Trochilidae.
Đây là loài bản địa từ Nam Mỹ, nơi nó xuất hiện ở Bolivia, Colombia, Ecuador và Peru. 
Có 3 phân loài:
- Heliodoxa rubinoides aequatorialis (Colombia và Ecuador, sườn tây của dãy núi Andes)
- Heliodoxa rubinoides cervinigularis (Ecuador và Peru, sườn đông của Andes)
- Heliodoxa rubinoides rubinoides (Colombia, trung bộ và đông Andes)